# 중세 프랑스
중세 프랑스(Moyen Âge Royaume de France)는 프랑스의 근대 시기 이전에 속하는 시대를 대략 구분한 것으로, 814년 카롤루스 1세 마그누스의 죽음에서부터 15세기 중반에 이르는 시대를 말한다.

## 역사

### 카롤링거 왕조의 유산
샤를마뉴(재위: 800년 ~ 814년)의 통치가 끝나갈 무렵에, 바이킹은 제국의 북부와 서부 국경을 넘었다. 샤를마뉴가 814년에 세상을 떠난 뒤, 그의 후계자들은 정치적으로 제국의 통일을 유지할 능력이 없었고, 제국은 산산조각 나기 시작했다. 843년 베르됭 조약으로 카롤링거 제국이 분열되었고:34, 서프랑크 왕국의 영토는 대략 현대 프랑스의 영역과 대응한다. 이 왕국은 여러 세기를 거치면서 서서히 근대 국가 프랑스로 발전해 갔다.
바이킹의 침입은 계속 확대되었고, 바이킹은 대형 보트를 몰고 론강이나 센강을 비롯한 내륙 수로를 따라 공격을 감행했다. 샤를 3세(재위:898년 ~ 922년)의 통치 기간 동안에, 롤로가 이끄는 노르만족이 파리로부터 흐르는 센 강 하류의 양안에 정착하였고, 그로 인해 그 지역의 이름이 노르망디가 되었다.(→바이킹)

### 카페 왕조
카롤링거 왕조가 이후에 두 가문 사이에서 때때로 중단되었다가 다시 시작되곤 했던 권력 투쟁을 거쳐, 위그 카페가 987년에 왕으로 즉위하였다. 그는 프랑스의 공작이며 파리의 백작이었고, 발루아 가문, 부르봉 가문의 분파까지 포함하는 카페 왕조를 창설하였고, 그 왕조는 800년이 넘는 세월동안 프랑스를 통치하였다.
카롤링거 왕조 시기에는 수 세기에 걸쳐 프랑스에서 발달하게 될 여러 제도들이 점진적으로 출현하였다. 왕실의 승인을 받은 행정 당국은 왕국의 귀족으로 구성되었으며, 그러한 승인에 대한 보상으로 귀족들은 왕실에 대해 충성하였고 군사적인 원조를 하였다.(물론 귀족이 항상 그랬던 것은 아니다)
그러한 옛 질서는 새 왕조가 센강 중류와 그 인접 지역을 넘어선 지역에 대한 직접 통제를 거의 하지 못하면서 사라졌다. 반면에 막강한 힘을 지닌 지역 영주들은 그 세력을 넓혀갔다. 예를 들어 10세기부터 11세기에 이르는 기간 동안 블루아의 영주는 보호와 원조를 위해 낮은 신분의 귀족과 맺은 사적인 협의와 혼인을 통해서 자신의 영역을 확장하였다.
스칸디나비아에서 온 바이킹족에게 하사된 공작령인 센 강 하류의 노르망디 공국은, 1066년에 노르망디 공작 기욤이 영국을 정복하고 왕이 되면서 프랑스 왕실에게는 다루기 곤란한 지역이 되었다. 비록 프랑스 내에서는 노르망디 공작이 프랑스 왕의 신하이지만, 프랑스 외부에서는 동등한 왕이기 때문이었다.

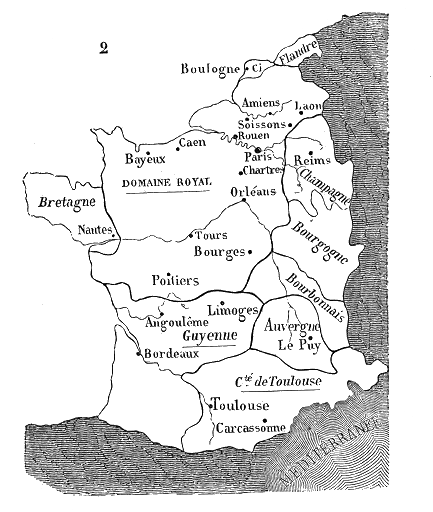
1223년의 프랑스.

상황은 갈수록 악화되었다. 루이 7세(재위:1137년 ~ 1180년)와 이혼(1152년)한 프랑스의 전 왕비인 알리에노르는, 노르망디 공작과 재혼하였다. 알리에노르는 아키텐 공작이 다스리던 프랑스 서남부 지역을 물려받은 인물이었다. 1154년에 노르망디 공작이 영국왕으로 즉위하였는데, 그가 헨리 2세이었다. 헨리 2세는 자신의 어머니인 마틸다를 통해 노르망디 공국을, 아버지로부터는 앙주 지방을 물려받은 인물이었다. 알리에노르와 그녀의 네 아들 중 세 명이 이끈 1173-1174년의 반란군이 패한 이후에, 헨리 2세는 알리에노르를 감옥에 가두었다. 그리고 그는 자신의 봉신을 브르타뉴 공작으로 임명했으며, 그 결과 프랑스 서부를 다스리게 된 그는 프랑스 왕실보다 더 큰 힘과 더 넓은 영토를 지니게 되었다. 그러나 헨리의 후손들 사이에서 그의 프랑스 영토를 분할하는 문제로 벌어진 논쟁이 벌어지고, 존 왕과 필리프 2세 사이에 긴 분쟁이 그 논쟁과 얽히면서, 결국 프랑스 왕 필리프 2세는 헨리 2세가 프랑스 내에서 차지했던 영토의 대부분에 대한 영향력을 회복하였다. 1214년에 벌어진 부빈 전투에서 프랑스가 대승을 거둔 이후에, 영국 왕실은 남서부의 귀예네(Guyenne)공국에 대해서만 권력을 행사할 수 있었다.

#### 성왕 루이

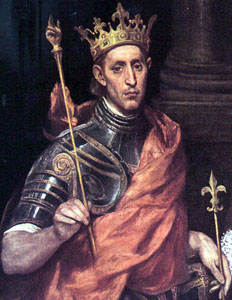
성왕(聖王)이라 불리던 루이 9세. 그는 서구 기독교 세계에서 프랑스의 문화적 확장을 목격했다.

루이 9세(1214? - 1270)는 모든 이를 위한 공평한 정의를 원했고 그것을 위해서 새로운 법정을 만들었으며, 스스로 나병환자를 치료하려고 시도하였다. 루이 9세는 프랑스 왕 루이 8세와 카스티야의 블랑쉬의 아들로 프와시에서 태어나 어머니의 종교적인 분위기 속에서 성장하였다. 1226년 그의 부친이 서거했을 때 그의 나이는 12세에 불과 했으므로 어머니가 섭정의 자리에 올랐다. 그녀는 아들의 왕권을 노리는 샹파뉴의 티보를 비롯하여 야심 많은 귀족들과 대항했고, 어떤 때에는 전쟁도 불사하였다.
그는 1234년 5월에 프로방스의 공작 레이먼드의 딸인 마르가리타와 결혼하여 열 명의 자녀를 두었다. 같은 해에 그는 대권을 물려받고 통치자가 되었고, 모친 블랑쉬는 고문관으로 아들을 도왔다.
루이 9세는 수도원 교육보다는 개인 교사를 활용하여 자신의 아버지와 비견될만한 수준의 교육을 받았다. 그는 수학, 읽기, 쓰기, 문법, 수사학, 그리고 철학 분야에서 훌륭한 실력을 갖추었다 :18 현존하는 그의 글은 루이 9세가 자신의 입장을 논리적이고 체계적인 방식으로 프랑스어와 라틴어 모두를 사용하여 표현할 수 있었음을 보여준다. 그는 고도의 기술을 지닌 기사가 되었고 말에 많은 관심을 지녔다. :19
루이 8세의 생존한 자녀 중 가장 나이가 많았던 루이 9세는, 1226년에 프랑스의 왕으로 즉위하였다. 즉위할 당시에 그의 나이는 12세에 불과하여서 직접 통치를 하기에는 너무 어렸지만, 잠재적인 경쟁자들이 제기할 모든 논쟁을 피하기 위해 서둘러 즉위한 것이다. 당시 프랑스의 왕위 계승은 그 절차가 아직 분명하게 정해지지 않았다. 이것은 위그 카페가 그의 아버지로부터 왕위를 물려받은 것이 아니라 대주교와 영주들이 그를 왕으로 뽑아서 즉위했기 때문이었다. 대부분의 프랑스 왕들은 그의 아버지가 자신의 왕위를 직접 물려주었는데, 이것은 선거를 피하기 위함이었다. :26  어린 왕은 다행히 카페 왕조에 충성하는 여러 힘있는 귀족의 지원을 받을 수 있었다. 그들은 잠재적인 경쟁자들이 왕국을 주제 넘게 통제하지 못하도록 하는 일에 애썼다. 프랑스 교회와 교황도 왕의 편이었다. :27
루이 9세의 통치 기간 동안 프랑스는 사회 전 영역에서 큰 발전을 이루었고, 왕은 훌륭한 기사이자 모범적인 그리스도인으로 인정받았다. 사후에 루이 9세는 시성되어, "성왕 루이"(성왕 루도비코)라고 불렸다.:41

### 백년 전쟁
성전 기사단의 저주를 받은 왕 중 한 명인 1328년 프랑스 카페 왕조의 샤를 4세가 남자 후계자 없이 사망하자, 그의 4촌 형제인 발루아가의 필리프 6세(재위:1328년 ~ 1350년)가 왕위에 올랐다. 그러나 여자가 직접 왕위계승이 불가능하다 하더라도 만일 그녀의 아들에게 계승시킬 수 있다면 영국 왕 에드워드 2세의 왕비 이사벨라(마지막 카페 왕조의 국왕이었던 샤를 4세의 누이)의 아들인 에드워드 3세(재위:1327년~1377년)가 왕위 계승자가 된다는 주장도 성립되었다. 이것을 핑계로 삼아 영국왕 에드워드 3세는 프랑스 왕위를 자신이 계승해야 한다고 주장하여, 양국간에 심각한 대립을 빚게 되었다. 이 참에 영국과 프랑스를 하나로 한 거대한 왕국을 세울 욕심을 갖게 된 것이다.
필리프 6세 입장에서도 자신의 신하 중에 자신을 능가하는 세력이 있다는 것은 결코 좋은 일이 아니었다. 게다가 그는 타국의 왕이기도 했다. 영국 왕이 프랑스 국왕의 신하로서 가지고 있는 봉토를 몰수하여 프랑스 국왕의 위신을 높여야 할 필요성과 욕심을 가지고 있었다. 영국 왕의 왕위계승권 주장도 참을 수 없는 일이었다. 영토 문제와 왕위계승권 문제로 인한 두 왕가의 갈등은 대화로 풀 수 있는 상황이 아니었다.
프랑스는 전쟁 제1기(1337-1360)동안 영국군에 밀려 패했고, 이런 불리한 상황을 제2기(1369-1396) 초반에는 역전시킬 수 있었다. 하지만 1415년에 영국의 헨리 5세가 아쟁쿠르(Agincourt)에서 프랑스군을 산산조각 내면서 크게 승리하였다. 이런 상황에서 프랑스 왕실 내부적으로는 아르마냐크와 부르고뉴 지방으로 당파가 나뉘자, 헨리 5세는 1420년의 트루아 조약을 맺고 7년간 파리를 다스리는 왕이 되었다. 프랑스의 왕실의 영역은 루아르강 이남으로 제한되었다.
위기에 처한 프랑스는 1429년 잔다르크가 등장하면서부터 전세를 뒤집을 수 있었다. 그녀는 영국 군에 포위당한 오를레앙을 구하고 역대 프랑스 왕들이 즉위식을 거행한 랭스에서 샤를 7세의 대관식을 치르게 하라는 신적인 음성을 들었다고 주장했다. 실제로 그녀는 샤를 7세의 지원을 받아 프랑스 군을 이끌어 오를레앙을 구했고, 샤를 7세는 랭스가 탈환된 이후인 1429년에 대관식을 치렀다. 그러나 그녀는 부르고뉴 군에 붙잡혀 영국군에 포로로 팔렸으며, 1431년 루앙에서 종교재판을 받고 마녀로서 화형당했다.

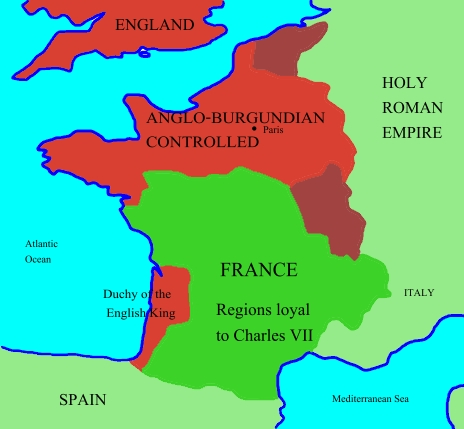
1435년의 프랑스.

1435년에 부르고뉴 공작과 프랑스 왕 사이에 화해가 이루어져서 내부 분란이 종식되었고, 1436년에는 프랑스가 파리를 되찾았으며, 1450년에는 노르망디를 회복하였다. 1558년 영국군은 프랑스 내에서 자신들의 마지막 근거지이었던 칼레 시를 떠나야했다. 영국과의 전쟁에서 승리한 이후, 프랑스는 이전에는 별개의 독립국가이었던 부르고뉴 공국과 브르타뉴를 합병하고 강력한 왕국이 되었다.
한 세기에 걸친 전쟁이 끝난 후 프랑스가 입은 피해 엄청났는데, 특별히 1348년에 흑사병이 이탈리아로부터 프랑스에 상륙한 것이 피해를 심화시켰다.

## 지리

1154년 프랑스의 지도. 빨간 색 계통의 지역은 잉글랜드 왕국령. 풀색은 프랑스 왕국 직할지. 연두색은 왕국 봉신령

중세시대 동안에 프랑스의 지배자들은 그들의 왕국이 자연스런 경계를 갖고 있다고 믿었다. 그 경계는 피레네산맥과 알프스산맥, 그리고 라인강이었다. 이런 생각은 프랑스 왕들이 취한 공격적인 정책과 되풀이되는 침입의 구실로 활용되었다.:1 그러나 이 경계 안의 지역 모두가 실제 왕국의 영토나 왕권의 영역에 해당하지는 않았고, 실제 경계는 매우 자주 바뀌었다. 프랑스 왕국을 이루고 있었던 지역은 굉장한 지리적 다양성을 보여주었다. 예를 들어 북부와 중부는 온대 기후에 속하지만 남부는 지중해성 기후에 가깝다. 왕국의 북부와 남부 지역 간의 차이 만큼이나 중요한 차이는, 특정 지역이 알프스와 피레네와 메지프 중앙 산맥과 얼마만큼의 거리에 있느냐에 따라 나타났다. 또한 당시 프랑스에는 수로로 사용하는 중요한 강이 있었다. 루아르강, 론강, 센강, 가론강이 그러한 강이다. 이 강들은 이른 시기에 형성되었고, 중요한 도시가 강변에 연이어 세워졌다. 중요한 도시 사이에 큰 숲과 늪이 있어 육로를 통한 왕래가 힘들었다는 점도, 사람들이 강을 이용하게 된 이유이었다.:1

## 행정 구역

프랑스 왕국의 깃발

로마가 골족을 정복하기 이전에, 골족은 여러 부족들이 모여서 마을을 이루며 살았다. 로마는 작은 부족을 파기라고 부르고 큰 부족을 시비타테스라고 불렀다.:2 이 파기와 시비타스는 자주 제국의 통치를 뒷받침하는 기반으로 활용되었고, 중세시대에도 계속 존속하여 주교령의 중심지가 되었다. 이 종교적인 관할 구역은 프랑스 혁명이 일어날 때까지 계속 존재하였다.:2 로마 제국의 통치 기간에 골 지역의 남부는 매우 인구밀도가 높았으며, 그로 인해 많은 주교가 그 지역을 감독하였다. 반면에 북부 프랑스에서는 야만인의 침입으로 주교의 활동이 매우 위축되었고, 침입을 막기 위해 요새를 건설하였다.:2

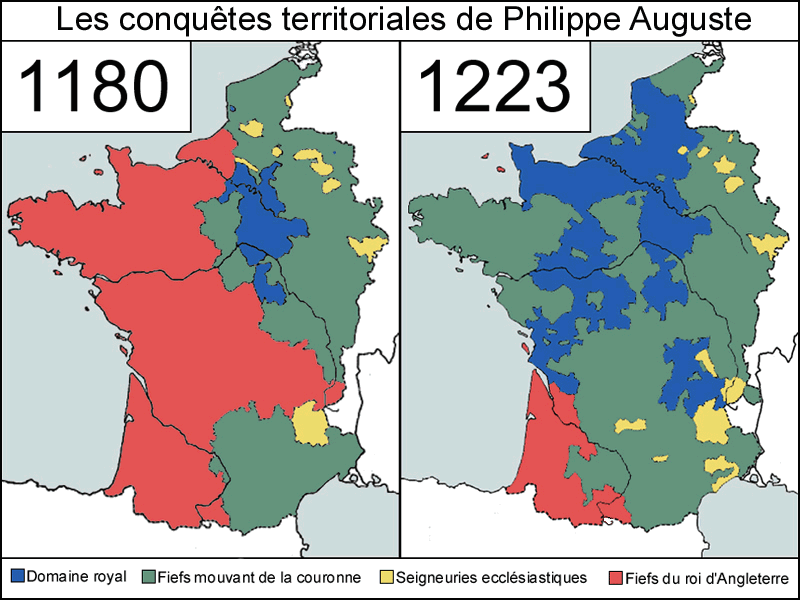
1180년에서 1223년까지 필립 오귀스트 통치 아래에 이루어진 프랑스의 영토 확장, 파란색: 왕실 직영지, 빨간색: 영국 왕 예속 봉토, 녹색: 프랑스 왕 예속 봉토

중세 시대 프랑스의 규모에 대한 논의는 왕과 영주의 영역 구분으로 인해 정리하기가 복잡하다. 왕이 개인적으로 지배하는 왕실 직영지(domaine royal)와 영주가 다스리는 땅으로 나뉘어 있었다. 로마시대 레스 푸블리카(res publica:공화정)의 개념은 프랑크 왕국이나 카롤링거 제국의 등장으로 충분히 유지되지 못했다. 또한 카페 왕조의 초기에는 프랑스 왕국이라는 것도 허구에 지나지 않았다. 카페 왕조 기간에 왕실 직영지는 파리, 부르주(Bourges), 상스(Sens)의 주변 지역으로 제한되어 있었다. 프랑스 영토의 대부분은 아키텐, 노르망디 공국, 브르타뉴 공국, 샹파뉴 공국, 부르고뉴 공국과 나머지 제후들의 영역이었다. 원칙적으로, 각 땅의 영주는 그들의 소유에 대하여 프랑스 왕에게 경의를 표하도록 되어 있었지만, 실제로 파리의 왕은 영주의 땅을 거의 통치할 수 없었다. 더욱이 아키텐 공작의 외동딸이 노르망디 공작이자 후일 영국의 왕이 되는 플랜태저넷과 결혼하면서, 12세기에는 프랑스 왕보다 영국왕이 프랑스 영토를 더 많이 지배하는 일이 벌어졌다.
프랑스의 필리프 2세가 13세기 초에 프랑스 왕의 영토를 확장시켰지만, 이러한 확장은 결과적으로 왕실 가문의 사람에게 일정한 봉토를 주어 그 지역을 다스리게 하는 식의 봉건제("apanage")에 타격을 입혔으며, 백년 전쟁도 봉건제에 타격을 주었다. 15세기에 오늘날의 프랑스 영토 전체에 해당하는 지역을 다스린 왕은 샤를 7세와 루이 9세뿐이었다.(물론 당시에는 동부와 북부 프랑스 지역 일부와 브르타뉴 지방 등은 프랑스의 영토가 아니었다.)
중세 시대 프랑스의 날씨는 그 이전이나 이후 시기에 비해서 의미심장하게도 온화했다. 역사가는 이 시기를 "중세온난기"(Medieval Warm Period)라고 부르며, 이 시기는 10세기부터 14세기까지 지속되었다. 이 기간 동안 프랑스의 인구가 증가했다. 이 시기 인구증가의 원인은 온화한 날씨와 그로 인해 농작물의 작황과 가축의 번식 상태가 좋아진 것이었다.

## 인구 통계
14세기 무렵, 아직 흑사병이 유행하기 전에는 오늘날의 프랑스에 해당하는 영역에 사는 총 인구가 천칠백만명 정도이었다. 파리는 당시 유럽에서 가장 큰 도시이었고, 거주자가 십만명을 넘었을 것이다. 흑사병은 1348년에 등장하여 총 인구의 삼분의 일을 죽음으로 몰아넣았다. 더욱이 비슷한 시점에 백년 전쟁까지 있었다. 결국 프랑스 지역의  총 인구가 14세기 중엽 수준으로 회복된 것은 16세기 중반이었다.
중세 초기에, 프랑스는 유대교 교육의 중심지이었다. 그러나 유대교에 대한 박해가 갈수록 심해지고 유대인을 사회적으로 배제하는 조치가 14세기에 연속으로 이루어지면서, 프랑스 유대인의 고통이 심해졌다.

## 언어
대략 1340년까지, 오늘날 프랑스의 절반에 해당하는 북부 지역에서 중세 시대에 사용된 로망스어는, "ancien français" ("고대 프랑스어") 또는 "오일어"(이 언어가 언급된 지역에서 "oïl"은 "예"를 의미했다)로 알려졌다. 5세기에 게르만족이 프랑스로 쳐들어오면서 북부 방언은, (프로방스어로 대표되는) 남부 방언과는 다른 발음과 문장 구조를 지닌 언어로 구별되어 발전했다. 동부에서는 프랑코프로벵칼("오일어"와 "오크어" 사이에서 변화한 언어로 여겨짐)와 독일어가 사용되고 있으며, 최남부에서는 카탈란(이베리아 반도어와 "오크어" 사이에서 변화한 언어로 여겨짐)이 사용되고 있다. 서부 브르타뉴 반도에서는 켈트어인 브르통어가 사용되고 있다.
다양한 "오일어"와 "오크어" 방언들은 오늘날의 지역 언어로서 발달한 것으로 인식되고 있다.
1340년부터 17세기 초에 이르는 시기에 표준 프랑스어가 경쟁을 벌이던 다른 오일어와 명확하게 구별되기 시작하였다. 이 언어는 중세 프랑스어에 속하며, 현대 프랑스어의 기초가 되었다. 프랑스어가 문화는 외교 분야에서 중요한 언어로 차차 자리잡아 갔으며, 프랑스 왕이 통치력을 행사한 지역에서는 오크어를 비롯한 다른 언어의 영향력이 약화되었다.